# 工作专班
工作专班，又称“专班”制度，是中国人民共和国行政体系的一种独有制度，与港澳及新加坡等地的“跨部门工作小组”类似。在面临“急、难、险、重”任务或阶段性工作时，各级部门抽调相关方面的负责人专门编排成一个班组，以方便安排工作，被视为以最快速度贯彻落实上级政策、执行重点工作的重要途径。

## 优点
工作专班有助于发挥集思广益、统筹兼顾、协调联动的效果，以加快沟通协商、分工协作解决实际问题。

## 缺点
《半月谈》杂志曾发文批评部分工作专班“空转”，滋生形式主义，基层专班过多过滥，导致工作效率被动降低。